# Безбородов Михайло Ілліч
Миха́йло Іллі́ч Безборо́дов (*10 січня 1907, Старі Пичингуші — †11 березня 1935) — мокшанський поет-лірик, автор епічних творів.

## Життєпис і творчість
Народився у селянській родині. Перший вірш «Морафтома кудса» («У хаті-читальні») був надрукований у газеті «Од веле» («Нове село») 1927. 
За коротке життя створив ряд епічних творів, серед яких виділяється кілька поем; залишив значну літ. спадщину: ліричні вірші («Весна», «Йде зима»), поеми («Казка-бувальщина», «Погашена злоба»), повісті у віршах («Три віки чи три пісні», «За волю»), драми («Примхлива», «Два табори»). 
Писав про тяжке минуле свого народу. Першим в мордовській літературі присвятив твори колгоспному селу. 
У творчому спадку Безбородова — ліричні вірші, замітки, оповідання. Фольклорні мотиви, традиційні імена, пісенна форма вірша, сплавлені у творчій уяві автора з реальними фактами, надають творам Безбородова яскравий національний колорит, поетичну яскравість.